# 曹宏勋
曹宏勋（1920年—2010年6月5日），男，江苏苏州人，中华人民共和国水利工程师、政治人物，曾任湖北省政协副主席，第五、六届全国人大代表。